# Tammistu (Tartu)
Pour les articles homonymes, voir Tammistu.
Tammistu est un village de la commune rurale de Tartu du Comté de Tartu en Estonie.
Au 31 décembre 2011, il compte 216 habitants.